# جنت‌رودبار
جنت رودبار، روستایی است از توابع بخش دالخانی شهرستان رامسر در استان مازندران در کشور ایران.

## جمعیت
این روستا در دهستان جنت‌رودبار قرار دارد و براساس سرشماری مرکز آمار ایران در سال ۱۳۸۵، جمعیت آن ۱۹۱ نفر (۷۷خانوار) بوده‌است.